# کوهاست (مینه‌سوتا)
کوهاست، مینه‌سوتا (به انگلیسی: Cohasset, Minnesota) یک شهر در ایالات متحده آمریکا است که در مینه‌سوتا واقع شده‌است.

## خصوصیات
کوهاست ۹۱٫۴۰ کیلومترمربع مساحت و ۲٬۶۹۸ نفر جمعیت دارد و ۳۹۱ متر بالاتر از سطح دریا واقع شده‌است.